# Fife (circonscription du Parlement d'Écosse)
Pour les articles homonymes, voir Fife.
Avant les Actes d'Union de 1707, les barons du comté de Fife élisaient des commissaires pour les représenter au Parlement monocaméral d'Écosse et à la Convention des États. Le nombre de commissaires est passé de deux à quatre en 1690.
Après 1708, le Fife était représenté par un membre à la Chambre des communes britannique à Westminster.

## Liste des commissaires du comté
- 1593: Myreton de Cambo[1]
- 1600: Kynynmound de Craigie Hall[2]
- 1607, 1608, 1609: Sir Andrew Murray de Balvaird[3]

| Parlement ou Convention | Commissaires                                               | Commissaires                                                  |
| ----------------------- | ---------------------------------------------------------- | ------------------------------------------------------------- |
| 1612 Parlement          | Sir David Carnegie de Kinnaird                             | Sir John Learmonth de Balcomie                                |
| 1617 Convention         | Sir John Wemyss de Wemyss                                  | Sir James Wemyss of Bogie                                     |
| 1617 Parlement          | Sir John Wemyss de Wemyss                                  | Sir William Sandilands de St Monans                           |
| 1621 Parlement          | David Beaton de Balfour                                    | John Leslie de Newtown,                                       |
| 1625 Convention         | Sir James Learmonth de Balcomie                            | Patrick Wardlaw de Torry                                      |
| 1630 Convention         | Robert Forbes de Rires                                     | Robert Forbes de Rires                                        |
| 1633 Parlement          | Sir John Leslie of Newtown                                 | Thomas Myreton de Cambo                                       |
| 1639–41 Parlement       | Sir Thomas Myreton de Cambo,                               | William Rigg de Aithernie                                     |
| 1643–44 Convention      | Sir Michael Balfour de Denmilne,                           | Arthur Erskine de Scotscraig,                                 |
| 1643–44 Convention      | Sir Michael Balfour de Denmilne,                           | Sir John Wemyss de Bogie (à partir du 10 avril 1644),         |
| 1644–47 Parlement       | David Beaton de Creich                                     | Sir John Aytoun of Aytoun,                                    |
| 1644–47 Parlement       | Arthur Erskine de Scotscraig (à partir du 7 janvier 1645), | Robert Meldrum de Burleigh (à partir du 7 janvier 1645)       |
| 1644–47 Parlement       | David Beaton de Creich (à partir du 26 novembre 1645)      | Sir John Wemyss de Bogie (à partir du 26 novembre 1645),      |
| 1648–51 Parlement       | Arthur Erskine de Scotscraig                               | William Scott de Ardross                                      |
| 1648–51 Parlement       | Arthur Erskine de Scotscraig                               | Sir James Halkett de Pitfirrane (à partir du 4 janvier 1649), |
| 1648–51 Parlement       | George Hay de Naughton (à partir du 7 mars 1650),          | David Wemyss de Fingask (à partir du 7 mars 1650),            |

Pendant le Commonwealth d'Angleterre, d'Écosse et d'Irlande, le sheriffdoms de Fife and Kinross étaient représentés conjointement par un Membre du Parlement du Parlement du Protectorate à Westminster. Après la Restauration, le Parlement d'Écosse fut de nouveau convoqué pour se réunir à Édimbourg.
| Parlement ou Convention                                                                             | Commissaires                        | Commissaires                        | Commissaires                                             | Commissaires                                                                             |
| --------------------------------------------------------------------------------------------------- | ----------------------------------- | ----------------------------------- | -------------------------------------------------------- | ---------------------------------------------------------------------------------------- |
| 1661–63 Parlement                                                                                   | William Scott de Ardross            | William Scott de Ardross            | Sir Alexander Gibson de Durie (décédé le 6 août 1661)    | Sir Alexander Gibson de Durie (décédé le 6 août 1661)                                    |
| 1661–63 Parlement                                                                                   | William Scott de Ardross            | William Scott de Ardross            | Sir Henry Wardlaw de Pitreavie (à partir du 8 mai 1662), |                                                                                          |
| 1665 Convention                                                                                     | Sir Philip Anstruther de Anstruther | Sir Philip Anstruther de Anstruther | Andrew Bruce de Earlshall                                | Andrew Bruce de Earlshall                                                                |
| 1667 Convention                                                                                     | Sir Philip Anstruther de Anstruther | Sir Philip Anstruther de Anstruther | Andrew Bruce de Earlshall                                | Andrew Bruce de Earlshall                                                                |
| 1669–74 Parlement                                                                                   | Sir William Bruce de Balcaskie      | Sir William Bruce de Balcaskie      | Sir John Wemyss de Bogie                                 | Sir John Wemyss de Bogie                                                                 |
| 1678 Convention                                                                                     | John Drummond de Lundin             | John Drummond de Lundin             | Sir Philip Anstruther,                                   | Sir Philip Anstruther,                                                                   |
| 1681 Parlement                                                                                      | Sir Charles Halkett de Pitfirrane,  | Sir Charles Halkett de Pitfirrane,  | William Anstruther le jeune                              | William Anstruther le jeune                                                              |
| 1685–86 Parlement                                                                                   | Sir David Balfour de Forret         | Sir David Balfour de Forret         | Sir Thomas Stewart de Balcaskie,                         | Sir Thomas Stewart de Balcaskie,                                                         |
| 1689 Convention                                                                                     | William Anstruther le jeune         | William Anstruther le jeune         | John Dempster de Pitliver                                | John Dempster de Pitliver                                                                |
| 1689–1702 Parlement                                                                                 | William Anstruther le jeune         | William Anstruther le jeune         | John Dempster de Pitliver                                | John Dempster de Pitliver                                                                |
| Par une loi du Parlement du 14 juin 1690, le comté de Fife reçut deux commissaires supplémentaires. |                                     |                                     |                                                          |                                                                                          |
| Sir William Anstruther                                                                              | Sir John Dempster de Pitliver       | James Melville de Halhill           | George Moncrieff of Reidie                               |                                                                                          |
| Sir William Anstruther                                                                              | 1703–07 Parlement                   | Henry Balfour de Dunbog             | David Bethune de Balfour                                 | Sir Patrick Murray de Pitdunnes (décédé en fonction)                                     |
| Sir William Anstruther                                                                              | 1703–07 Parlement                   | Henry Balfour de Dunbog             | David Bethune de Balfour                                 | Robert Douglas de Strathendrie (à partir de 1703; décédé en fonction)                    |
| Sir William Anstruther                                                                              | 1703–07 Parlement                   | Henry Balfour de Dunbog             | David Bethune de Balfour                                 | Sir Archibald Hope de Rankeillour (à partir du 25 avril 1706; décédé le 10 octobre 1706) |
| Sir William Anstruther                                                                              | 1703–07 Parlement                   | Henry Balfour de Dunbog             | David Bethune de Balfour                                 | Thomas Hope de Rankeillour,                                                              |